# Mitterlangau

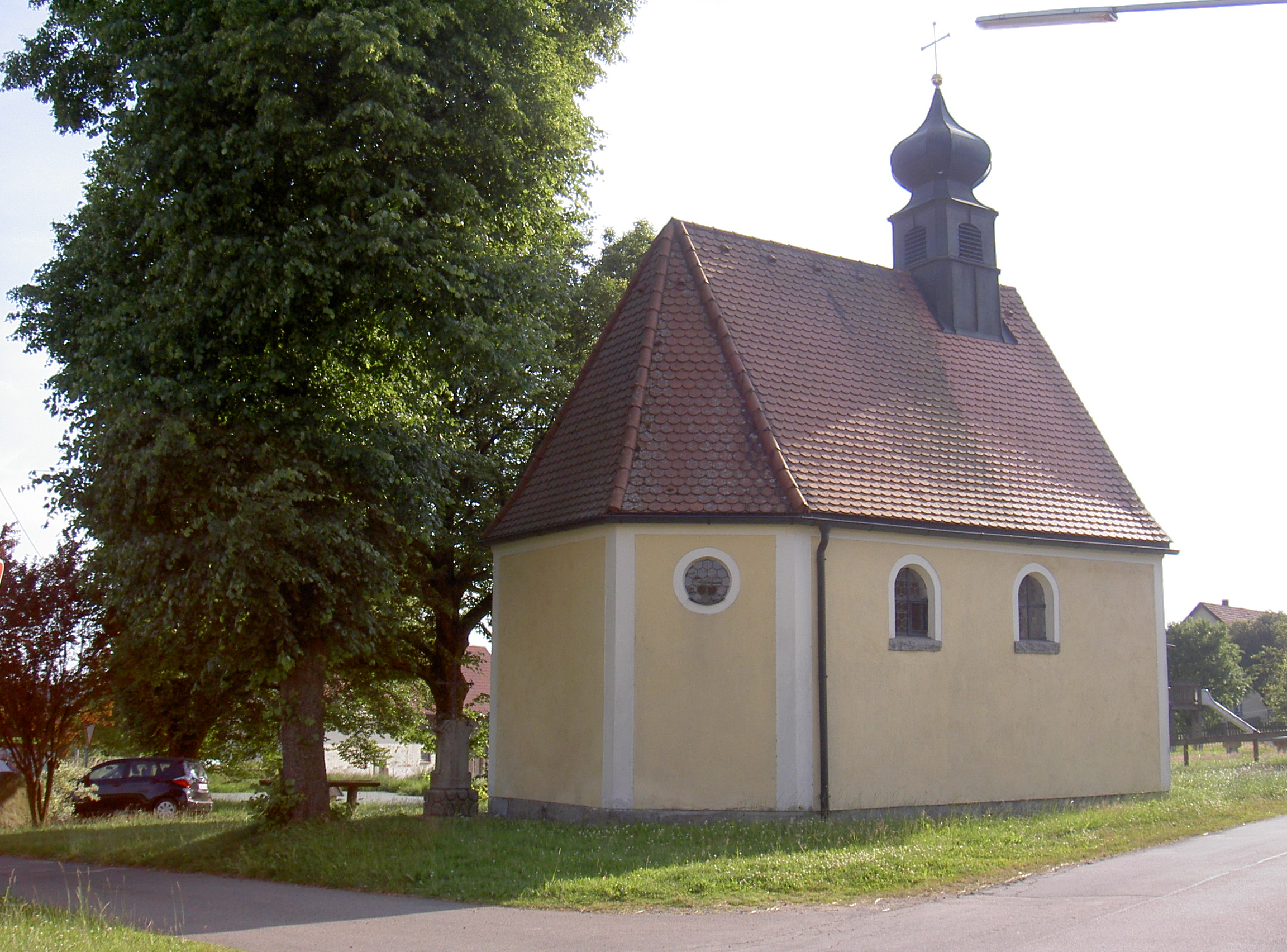
Mitterlangau Kapelle

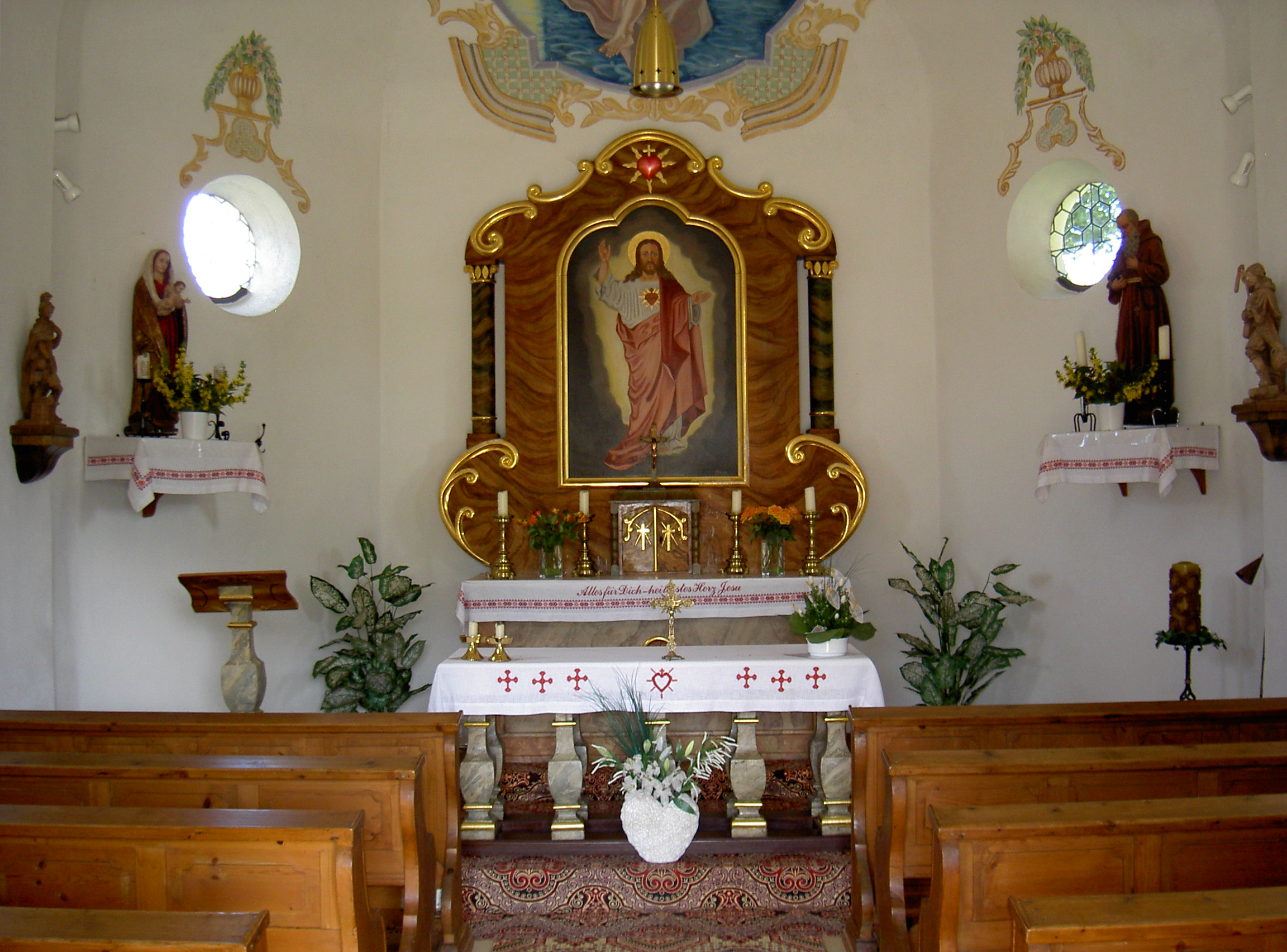
Mitterlangau Kapelle innen

Mitterlangau ist ein Ortsteil der Stadt Oberviechtach im Oberpfälzer Landkreis Schwandorf, Bayern. Die Gemarkung Mitterlangau entspricht in ihrer Ausdehnung etwa der ehemaligen Gemeinde Langau, die am 1. Juli 1976 in die Stadt Oberviechtach eingemeindet wurde.

## Geographische Lage
Mitterlangau ist das mittlere Dorf in der Langau. 2 km nördlich oberhalb liegt Oberlangau und 2 km südwestlich folgt Unterlangau. Die Langau (= Lange Au) ist ein schmales, lichtes, nord-süd-gerichtetes Wiesental zwischen den dichten Wäldern des 750 m hohen Stangenberges im Westen und des 808,6 m hohen Stückberg-Greiner-Massivs im Osten. An den Hängen des Stückberg-Greiner-Massivs entspringt die Murach aus zahlreichen Quellen und fließt nach Westen hinunter durch Oberlangau, wo sie sich nach Süden wendet, und durch Mitterlangau. Dann fließt sie östlich an Unterlangau, das etwas nach Westen versetzt liegt, vorbei weiter Richtung Pirkhof.
Die Bahnstrecke Nabburg–Schönsee ist stillgelegt.

## Geschichte
1285 wurde bereits ein Dorf Langau (villa Langenowe) erwähnt, das dem Amt Waidhaus unterstand. 1318 wurde das Goldwerk zu Langenau (zusammen mit der Öde Walprechtsreuth) für 60 Pfund Regensburger Pfennige an Konrad Paulsdorfer von Tännesberg verpfändet. Im Urbar von 1326 ist Langau nicht mehr aufgeführt. Auch die Goldschürfe Langenau wurde im Spätmittelalter nicht mehr erwähnt. Die Dörfer Ober-, Mitter- und Unterlangau wurden im 16. Jahrhundert gegründet.
Erstmals wird Mitterlangau im Musterungsprotokoll von 1587 schriftlich genannt. Mitterlangau gehörte zur Pfarrei Pullenried. Durch den Dreißigjährigen Krieg wurde die Umgebung von Mitterlangau entvölkert. 1818 wurde die Gemeinde Mitterlangau gebildet, zu der auch Unterlangau gehörte. 1830 wurde die Gemeinde Oberlangau nach Mitterlangau eingemeindet und damit die Gemeinde Langau gebildet. Zum Stichtag 23. März 1913 (Osterfest) wurde Mitterlangau als Teil der Pfarrei Pullenried mit 18 Häusern und 101 Einwohnern aufgeführt. Am 31. Dezember 1969 hatte die Gemeinde Langau 397 Einwohner. Zu ihr gehörten neben Ober-, Mitter- und Unterlangau noch Pirk, Brandhäuser, Tannermühle, Gütting, Waldhäusl und Bockhaus. Am 31. Dezember 1990 hatte Mitterlangau 89 Einwohner und gehörte zur Pfarrei Pullenried und zur Gemeinde Oberviechtach.

## Schule
Die Kinder von Mitterlangau gingen nach Pullenried zur Schule, die 1848 erbaut worden war. Da der 3 km lange Schulweg von Mitterlangau nach Pullenried besonders im Winter für die Kinder nur schwer zu bewältigen war, beschlossen Mitterlangau und Oberlangau am 3. Juli 1851 eine eigene Schule zu bauen. Als den Einwohnern von Mitter- und Oberlangau die mit dem Schulbau und dem Unterhalt eines Lehrers verbundenen Kosten zu Bewusstsein kamen, versuchten sie dieses Vorhaben wieder abzublasen. Diese finanziellen Bedenken konnten jedoch überwunden werden durch einen Beschluss der Regierung in Regensburg vom 12. Dezember 1851 in dem den Dörfern ein Zuschuss für den Schulneubau in Höhe von 1000 Gulden und ein Zuschuss zum Lehregehalt in Höhe von 129 Gulden gewährt wurde. In der Folge verhinderten Streitereien zwischen Oberlangau und Mitterlangau über den Standort der Schule den Baubeginn. Schließlich wurde im Frühjahr 1853 mit dem Bau der Schule in Mitterlangau begonnen. Am 5. Juni 1853 gab es in Mitterlangau ein schweres Gewitter, das große Schäden anrichtete. Nur auf Drängen der Regierung in Regensburg konnte trotz all dieser Hemmnisse der Schulbau am 6. November 1853 vollendet werden. Die Schule in Mitterlangau wurde am 26. Januar 1854 eröffnet. 1886 wurden dort 51 Kinder unterrichtet. Am Ende des Zweiten Weltkrieges lag Mitterlangau zeitweise unter Beschuss, dann belegten amerikanische Soldaten das Schulgebäude. Am 22. November 1945 konnte der Unterricht wieder aufgenommen werden. 1967 wurde die Schulstelle in Mitterlangau aufgehoben und die Kinder wurden mit dem Schulbus nach Pullenried gebracht. 1969 wurde die Schule in Pullenried aufgelöst und die Kinder von Mitterlangau wurden nach Oberviechtach eingeschult.

## Religion
In Mitterlangau gibt es eine 1953 erbaute Herz-Jesu-Kapelle. An den Bitttagen werden Bittgänge von Pullenried nach Mitterlangau durchgeführt.